# 相馬裕子
相馬 裕子（そうま ひろこ、1970年9月12日 - ）は、愛知県名古屋市北区出身の日本のシンガーソングライター、飲食店経営者。
東海女子高等学校（現・東海学園高等学校）卒業。

## 来歴
1970年
- 9月に相馬家の三人兄弟の末っ子として生まれる。

1984年
- 中学時代にバンドのボーカルとして参加する。

1986年
- 東海女子高等学校（現・東海学園高等学校）へ進学。漫画研究会に所属していた。

1987年
- 高校卒業後の進路で両親と衝突する。

1989年
- 高校卒業後は地元のライブハウスで、ボーカリストとして活動を始める。生活が苦しいアマチュア時代が始まるが、実家へは仕送りをする。

1989年
- 『New Pep Sound Audition』で表現力を評価され、デビューの足がかりを作る。

1990年
- 上京する。ザ・バードコーポレーションに所属し、祐天寺駅付近で数年過ごす事になる。

1991年
- 4月、KBS京都が当時東京から発信していた『KBS京都はいぱぁナイト水曜日』の2代目アシスタント（城山美佳子の後継）に抜擢される。
- 6月、ソニー・レコード Trefortレーベル（のちのキューンレコード）から作品をリリースし、デビューする。

1992年
- アルバム制作でアイルランドを訪れ、レコーディング中に相馬が大ファンであるアイルランドの代表的シンガー・メアリー・ブラックとの出会いを果たす。またアイルランドでは自動車事故に遭遇するものの、奇跡的に無傷であった（『相馬図鑑』で当時の映像が公開された）。

1993年
- 1stシングル「未来を描く鳥」が水野真紀の出演する日本テレビ系テレビドラマ『パパっ子ちゃん』の主題歌に起用される。ドラマには相馬本人も居酒屋シーンで「ホッケください」と注文する客役で出演している。

1994年
- TVKで放映された『ガールポップ'94』で加藤いづみ等とメインパーソナリティを務める。
- 4thアルバム『愛が教えてくれたもの』から「東京の空」がヒットし、プロモーションビデオがテレビ音楽番組で放映される。
- 12月末、一身上の都合で所属事務所とレコード会社を辞める。芸能活動の「充電期間」としてパソコン雑誌で挿絵などを書くイラストレーター的活動を行い、イラストデザインが郵便局のキャラクターに採用されたことがある。

1995年
- 10月に研音と契約する。

1996年
- ポリグラムから発売された「星に願いを」は江角マキコ等が出演するフジテレビ系テレビドラマ『こんな私に誰がした』の主題歌に起用される。
- ラジオ番組『相馬裕子のCHEERS!!』をスタートさせ、番組内で企画された相馬本人自筆の新聞『週刊HIROKO』はFAXボードで全国で取り寄せられるものであった。

1998年
- 沢田聖子が所属するSMC（Shoko Music Company）に移籍（事務代行が目的で、「客分」としての扱い）。

1999年
- SKY PerfecTV!のテレビドラマ『進歩と調和』で、病気がちな妻・泉ヒロコを演じる。女優としての一面も見せる。

2000年
- 3月に公式ウェブサイトを公開する。

2001年
- 自主的に立ち上げたレーベルWoodよりアルバム『de light』を発売し、今までの作品に無い独自の世界を表現。

2002年
- 『相馬裕子のCHEERS!!』の296回目の放送では、相馬本人が虫垂炎手術のため、今野登茂子が代役を務めた。

2005年
- 10月に『相馬裕子のCHEERS!!』の10周年イベントを開催する。
- 11月にホームページをリニューアルする。

2006年
- 1月にK-MIXで本人編集の「月刊HIROKO」がポッドキャスティングでスタートし、同時にデビュー15周年のアルバム『Adam』を制作する。
- また、発表した全アルバムを月毎で歌い尽くすライブ『相馬図鑑』も名古屋・関西・東京で始める。
- 4月から『相馬裕子のCHEERS!!』がポッドキャスティングに登場した。

2009年
- 5月からSKY PerfecTV!のテレビ番組『I'm Here』のナビゲーターを担当する。

2011年
- 7月から大阪・愛媛・福岡・札幌・静岡・名古屋・京都・東京の8箇所を回る20周年ツアーを開催。

2012年
- 9月にお見合いで知り合って交際していた野菜ソムリエ・料理研究家の男性と入籍。
- 12月を以て歌手・相馬裕子のファンクラブを解散。

2013年
- 1月に歌手一本の活動ではないと宣言し、mucic & life creationを開始。HPリニューアル。
- 2月24日放送の「相馬裕子のCHEERS!」放送内で、同年3月をもって番組の終了を発表した。
- 3月3日に女児を出産。
- 所属事務所のレーベル Go! West Recods の発足に参加する。

2019年
- 2017年3月にパートナーが立ち上げた飲食店の社長に10月に就任する。

## 人物
- あだ名・呼び名が複数あり、「姉御」「相馬ちゃん」「あじゃ」「そうまっち」「相馬社長」等と呼ばれている。
- のほほんとした雰囲気で、のんびりした性格に見られがちであるが、自分の意見を明確に発言し、行動する快活な面を持つ。
- 趣味・特技も多く有する。イラストは、高校時代には漫画研究会に所属して芸術センスに長けており、プロ並の腕前を持っている。また、バイク、スキューバーダイビング、スカイダイビング、カートなどのスポーツにもチャレンジする。
- 猫好き。実家では絶えず猫を飼っていたためで、代々の飼い猫には「ミー」と名づけていた。
- 引越し回数8回を経験する、「引越し魔」である。
- 理想の男性は、遠くで大きく輝く六等星のような人（手塚治虫のブラック・ジャックの「六等星」に由来している）。
- 歌手デビューの契機は、「（アマチュアで）ライブハウスで歌うのは二十歳までだ。それ以降歌いたいならプロになれ。」という父親の発言であることを、1996年の斎藤慶子が司会を務める「音楽牧場」で明らかにしている。
- 芸能の交友関係としては、加藤いづみ、奥井亜紀、井上昌己、馬場俊英、吉川みき、古川昌義、広瀬香美、峠恵子、田原音彦、杉原徹　、つのだひろ等と親しく、「ライヴ『相馬図鑑』が厳しい興行ながら、周囲の人々に対しては感謝の言葉や気遣いを絶やさない暖かい人」との人物評を得ている。
- アルバム『de light』の発売に関しては、メジャーレーベルから企画盤を断り、インディーズの第1弾としてリリースしている。
- デビュー前の1991年4月から2013年3月まで何かのラジオのレギュラーを22年持っていた。

## 主な作品

### シングル
|     | リリース日    | タイトル           | 収録曲 | 備考                                                                                                 |
| --- | ------------- | ------------------ | --- | --- |
| 1st | 1993年4月21日 | 未来を描く鳥       | 1. 未来を描く鳥 2. あしたも会える 3. 未来を描く鳥（オリジナル・カラオケ）                                                 | 『未来を描く鳥』 - 日本テレビ系テレビドラマ「パパっ子ちゃん」主題歌。                                |
| 2nd | 1993年12月1日 | 恋なんてしたくない | 1. 恋なんてしたくない 2. 遠い約束 3. あなたの心に                                                                         | |
| 3rd | 1996年8月26日 | 私、泣いた         | 1. 私、泣いた 2. DISCOVERY 3. 私、泣いた（backing track） 4. DISCOVERY（backing track）                                   | レコード会社移籍1弾シングル。 『DISCOVERY』 - NHK総合テレビバラエティ「作法の極意」主題歌。          |
| 4th | 1996年11月4日 | 星に願いを         | 1. 星に願いを 2. さよならをするということは 3. 星に願いを（backing track） 4. さよならをするということは（backing track） | 『星に願いを』 - フジテレビ系ドラマ「こんな私に誰がした」主題歌。 - 広瀬香美が作詞・作曲を手がけた。 |
| 5th | 1997年2月26日 | LION in the ZOO    | 1. LION in the ZOO 2. これからも 3. LION in the ZOO（backing track） 4. これからも（backing track）                       | 両曲ともアルバム「Prism」からのシングルカット。                                                      |

### ＤＶＤ
- 20周年アニバーサリー ツアー イン京都「都雅都雅」ノーカットライブDVD（ファンクラブ会員特典）
- 20周年アニバーサリー　ツアー　ファンクラブWOOD予約特典プレゼントDVD（ファンクラブ会員特典）

### 未発表曲
- 大事にして
- 七拍子
- レクイエム
- 金時
- あの頃、僕達は（作詞家「いしいめぐみ」の意向）
- 小舟

## 出演した主なラジオ番組
- はいぱぁナイト 水曜日（通称・はい水）（KBS京都、1991年4月 - 1994年9月）
- 「CREATIVE COMPANY 冨田和音株式会社」（通称・冨カン）内のコーナー番組「相馬裕子・風の祭日」（CBCラジオ、1992年4月 - 1994年3月）
- 98マルチメディアステーション（TOKYO FM他でネット、1994年4月 - 1996年3月）
- 葉祥明美術館〜風の詩（CBCラジオ、1994年10月 - 1995年4月）
- あなたとRAPPORT（FM愛知、1994年10月 - 1999年3月）
- SOUND DISCOVERY（FM-FUJI、1996年10月 - 1997年3月）
- 相馬裕子のCHEERS!![1][2]（K-MIX、1996年10月 - 2013年3月31日）
- ギャルポップセンセーション（東北放送、1997年4月 - ）
- 相馬裕子5階1号室（Kiss-FM KOBE、2001年7月 - 9月）